# Domarskär
Domarskär är en ö i Finland. Den ligger i Norra kvarken och i kommunen Korsholm i den ekonomiska regionen  Vasa i landskapet Österbotten, i den västra delen av landet. Ön ligger omkring 23 kilometer nordöst om Vasa och omkring 380 kilometer norr om Helsingfors.
Öns area är 4,3 hektar och dess största längd är 330 meter i sydöst-nordvästlig riktning.